# Руска къща
Руската къща (на руски: изба́) е вид дървена къща от цели греди, изграждана в гористите селски местности на Русия.

## История
Първоначално до Х век руската дървена къща представлява постройка, изградена от цели дървени трупи, отчасти (до една трета) вградена в земята. Първоначално се изкопава определена дълбочина и се достроява с 3 – 4 реда дебели трупи. По този начин самата изба представлява полуземлянка. Първоначално не е имало врата, а неголямо входно отверстие с размери 0,9 метра на 1 метър. В постройката имало огнище от камъни. Отверстия за извеждане на дима не е имало, той е излизал през входното отверстие. Подът е бил добре утъпканата почва, която се полива и премита. Непосредствено до входа са се намирали домашните животни.

## Руска печка
Руската печка е масивна печка, снабдена с място за лежане, използвана за приготвяне на храна и отопляване на помещенията, която е широко разпространена в Русия, Беларус и Украйна.

## Бяла изба
През XV век се разпространяват печки с комини но главно при богатите хора, особено в градовете. В селата къщи, които се отопляват по стария начин, има и през XIX век. Едва през ХVІІІ век и само в Санкт-Петербург цар Петър I забранява да се строят къщи, които се отопляват без комини. В другите населени места те продължават да се строят по стария начин до ХХ век.
Бялата шестостенна руска къща е класическата руска изба.
Отличителна особеност на северната руска къща е, че под общ покрив се съсредоточава цялото стопанство на селското семейство. Жилищното помещение с руската печка е заемало почти половината от площта, а под нея се намира подземно помещение, което се използва за съхранение на картофи и плодове.
Другата половина на къщата е от 2 – 3 етажа. На първия етаж се държи добитъкът, на втория етаж се съхраняват сено, дърва и други запаси.

## Конструкция
Конструкцията на руската къща е изградена от цели трупи на дървета. Тази конструкция се използва при голяма част от северните народи, както и при първите заселници в Америка. Причината е наличието на много дървен материал, необходимост от бързина на строителството и липсата изобщо или недостатъчно на възможност за разбичване на дървения материал на дъски и греди.
Фундамент
Руската къща се строи направо на земята или на стълбове. На ъглите се поставят дъбови трупи, големи камъни или пънове, на които се поставя конструкцията. През лятото под къщата е проветриво, като по този начин се изсушават дъските на пода. През зимата къщата се засипва отстрани и по този начин се изолира от студа.
Под
Подовете в руската къща първоначално са от пръст. Едва с разпространението в Русия на гатери и триони се появяват дървените подове. Петър I прави сериозни усилия да въведе в Русия този вид обработка, издавайки специално разяснение.
Покрив
Покривът на руската къща е двускатен.